# Kleiner Grasbrook
Kleiner Grasbrook, Hamburg-Kleiner Grasbrook — dzielnica miasta Hamburg w Niemczech, w okręgu administracyjnym Hamburg-Mitte. W roku 1894 włączony w granice miasta.